# 谢尔盖·阿什万登
谢尔盖·阿什万登（1975年12月22日—）生于伯尔尼，是一名瑞士男子柔道运动员。他曾参加2000年、2004年和2008年三届奥运，其中在2008年北京奥运中收获男子90公斤级铜牌。